# Eugene Bogomolny
Eugene B. Bogomolny é um físico matemático russo que vive na França, que trabalha especialmente com caos quântico e suas aplicações na teoria dos números (também no entorno da hipótese de Riemann).
Trabalha no Laboratório de Física teórica da Universidade Paris-Sul.
Foi palestrante convidado do Congresso Internacional de Matemáticos em Berlim (1998 - Spectral Statistics).

## Obras
- Riemann zeta function and quantum chaos, Progr. Theor. Phys., Suppl., 166, 2007, 19-44
- Quantum and Arithmetical Chaos, in Pierre Cartier u.a. (Hrsg.) Frontiers in Number Theory, Physics and Geometry, Band 1, Springer Verlag 2006
- Spectral statistics and periodic orbits, Enrico Fermi School, Varenna 1999 (PDF; 278 kB)
- com Jonathan Keating Gutzwiller´s trace formula and spectral statistics: beyond the diagonal approximation, Phys. Rev. Lett., Band 77, 1996, S. 1472–1475
- com Keating Random matrix theory and the Riemann zeros, Teil 1,2, Nonlinearity, Band 8, 1995, 1115-1131, Teil 2, Nonlinearity, Band 9, 1996, S. 911–935
- com F. Levyvraz, C. Schmit Distributions of eigenvalues for the modular group, Comm. Math. Phys., Band 176, 1996, S. 577–617
- com B. Georgeot, M. J. Giannoni, C. Schmit Chaotic billards generated by arithmetic groups, Phys. Rev. Lett., Band 69, 1992, S. 1477–1480
- com B. Georgeot, M.-J.Giannoni, C. Schmit Arithmetic Chaos, Physics Reports, Band 291, 1997, S. 219–324